# 1628
Реформація •  Епоха великих географічних відкриттів •  Ганза •  Нідерландська революція •  Річ Посполита •  Запорозька Січ

## Геополітична ситуація
Османську імперію очолює Мурад IV (до 1640). Під владою османського султана перебувають Близький Схід та Єгипет, Середземноморське узбережжя Північної Африки, частина Закавказзя, значні території в Європі: Греція, Болгарія і Сербія. Васалами османів є Волощина та Молдова.
Священна Римська імперія — наймогутніша держава Європи. Її територія охоплює, крім німецьких земель, Угорщину з Хорватією, Богемію, Північну Італію. Її імператором є Фердинанд II з родини Габсбургів (до 1637). Фердинанд III Габсбург — король Угорщини. На території імперії триває Тридцятирічна війна.
Габсбург Філіп IV Великий є королем Іспанії (до 1665) та Португалії. Йому належать Іспанські Нідерланди, південь Італії, Нова Іспанія, Нова Гранада та Нова Кастилія в Америці, Філіппіни. Португалія, попри правління іспанського короля, залишається незалежною. Вона має володіння в Бразилії, в Африці, в Індії, на Цейлоні, в Індійському океані й Індонезії.
Північ Нідерландів займає Республіка Об'єднаних провінцій. Король Франції — Людовик XIII Справедливий (до 1643). Королем Англії є Карл I (до 1640). Король Данії та Норвегії — Кристіан IV Данський (до 1648), Швеції — Густав II Адольф (до 1632). На Апеннінському півострові незалежні Венеціанська республіка та Папська область.
Королем Речі Посполитої, якій належать українські землі, є Сигізмунд III Ваза (до 1632). На півдні України існує Запорозька Січ.
Царем Московії є Михайло Романов (до 1645). Існують Кримське ханство, Ногайська орда.
Шахом Ірану є сефевід Аббас I Великий (до 1629).
Значними державами Індостану є Імперія Великих Моголів, Біджапурський султанат, султанат Голконда, Віджаянагара. У Китаї править династія Мін, маньчжури утворили династію Пізня Цзінь. У Японії триває період Едо.

## Події

### В Україні
- Перша згадка про місто Бровари.
- 31 травня в бою з османами й татарами під Бахчисараєм загинули козацький гетьман Михайло Дорошенко, дід гетьмана Петра Дорошенка, а також Оліфер Голуб, гетьман України, козацький флотоводець, уродженець містечка Стеблів на Корсунщині.
- Гетьман реєстрового козацтва Федір Пирський.
- Відбувається Київський собор 1628, на якому твір Мелетія Смотрицького піддають анафемі.

### У світі
- 23 серпня у Портсмуті убито англійського герцога Бекінгема.
- 28 жовтня, після 13-місячної облоги, французькі королівські війська за наказом першого міністра кардинала Рішельє захопили гугенотську «державу в державі» фортецю Ла-Рошель.
- Король Англії Карл I Стюарт знову скликав Парламент і, щоб отримати від нього кошти, прийняв Петицію про право.
- Тридцятирічна війна:
  - Війська Валленштейна взяли в облогу Штральзунд, але мусили відійти, довідавшись про наступ данців.
  - 2 вересня Валленштейн завдав поразки данським силам короля Кристіана IV поблизу Вольгаста.
- Вісімдесятирічна війна:
  - Нідерландський адмірал Піт Гайн захопив поблизу берегів Куби 16 іспанських кораблів зі скарбами, що дозволило фінансувати війська Республіки Об'єднаних провінцій впродовж 8 місяців.
- Затонув при першому плаванні шведський корабель на 64 гармати Vasa.
- Почалася війна за мантуанську спадщину між Савойєю, яку підтримувала Іспанія, та герцогом Неверським, якого підтримувала Франція.
- Засновано місто Красноярськ у Сибіру.
- Засновано колонію Массачусетської затоки.
- В імперії Великих моголів почав правити Шах Джахан.
- Султан Матараму Чакракусума Нгабдуррахман Агунг почав облогу Батавії, що перебувала в руках нідерландців.
- Камарінеський землетрус 1628 року стався у Камарінес (Camarines) на Філіппінах. Точна дата події невідома.
- Почалася Ногайсько-калмицька війна.

## Наука
- Відкриття кровообігу Вільямом Гарвеєм.

## Народились
Див. також Категорія:Народились 1628
- 12 січня — Шарль Перро, французький казкар, поет і критик

## Померли
Див. також Категорія:Померли 1628